# Aspholmen, Örebro

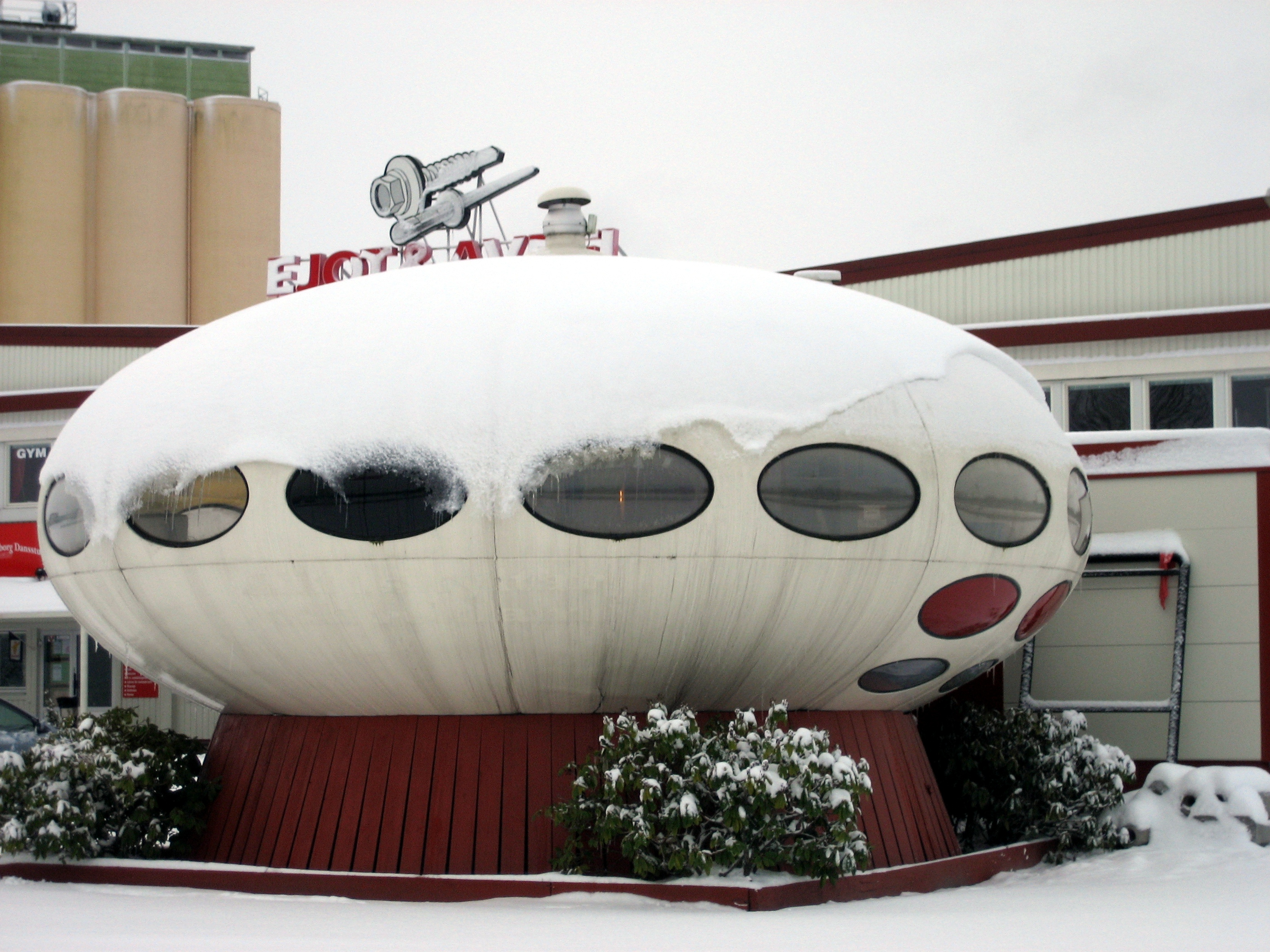
Futurohuset, formgivet av Matti Suuronen, på Aspholmen

Aspholmen är ett företags- och industriområde i  Örebro. Området gränsar till Gustavsvik, Örnsro, Adolfsberg, Södermalm och Bista. Aspholmen begränsas av Södra Infartsleden, Adolfsbergsvägen, Gustavsviksvägen/järnvägen samt Seved Bååts väg och Nastaallén i nedre Adolfsberg. Kring området återfinns också Nasta, Åby, Bista-Pilängen och Skråmsta.  
Inom Aspholmenområdet återfinns flera butikskedjor; men även lagerverksamhet, kontor och produktion. [när?]  På Aspholmen återfinns ett exemplar av   Futurohuset som designades av Matti Suuronen 1968. Det används idag av ett företag. 
Genomfartsleden Södra vägen genom Aspholmen öppnades 2010 och förbinder Västerleden med Stenbackevägen och indirekt Norrköpingsvägen. Vägen byggdes för att få bort en del av den tunga trafik som färdades genom centrala Örebro på Rudbecksgatan.